# Puschkinia

Puschkinia est un genre de quatre espèces connues de plantes à bulbe vivace de la famille des Asparagaceae, de la sous-famille des Scilloideae. Il est endémique du Caucase  jusqu'au nord de la Turquie et de l'Iran. Puschkinia scilloides est cultivé comme fleur ornementale.

## Description
Ses feuilles vertes, en forme de sangle, croissent par paires. Les fleurs naissent au tout début du printemps en grappes mesurant 25 cm de hauteur. Les six tépales sont joints à la base pour former un tube à environ la moitié de leur longueur. Comme les membres de l'ancien genre Chionodoxa (maintenant une section de Scilla), les bases des étaminess sont aplaties et étroitement regroupées au milieu de la fleur ; mais contrairement à Chionodoxa, elles sont jointes pour former une coupe ou une couronne. Dans le genre Scilla (scilles), les étamines ne sont pas jointes. Les graines sont portées par des capsules tripartites. Après que la graine a mûri au début de l'été, les plantes entrent en dormance jusqu'au prochain printemps,.

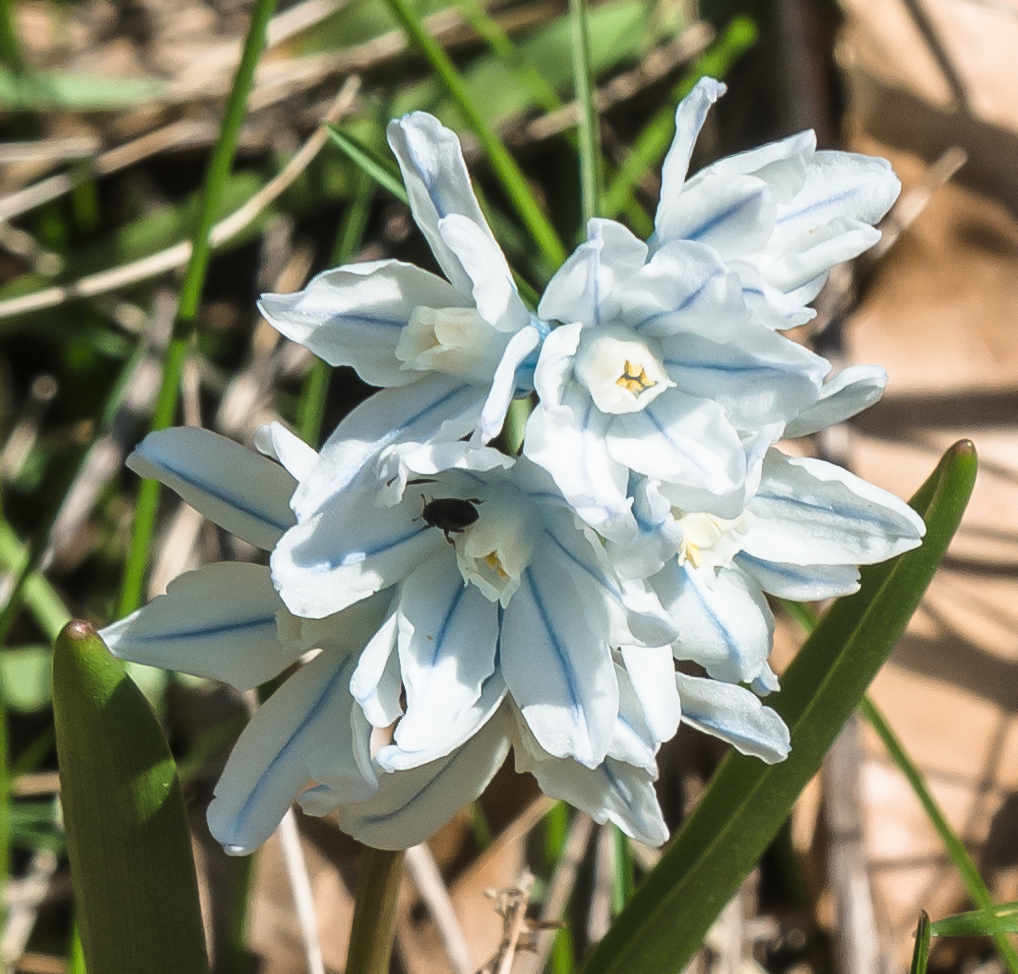
Vue de Puschkinia scilloides.

## Taxonomie
Le genre Puschkinia est érigé par Johann Friedrich Adam en 1805. Il rend hommage au botaniste russe Apollon Moussine-Pouchkine. Il appartient à la sous-famille des Scilloideae de la famille des Asparagaceae, mais comme d'autres monocotylédones lilioïdes, il était classé autrefois dans les Liliaceae.

### Espèces
Le World Checklist of Selected Plant Families accepte quatre espèces:
- Puschkinia bilgineri Yildirim – Turquie
- Puschkinia kurdistanica Ruksans – Turquie (Kurdistan)
- Puschkinia peshmenii Rix & B.Mathew -  Turquie et Iran
- Puschkinia scilloides Adams (scille rayée) - endémique du Caucase, de l'Anatolie, du nord de l'Iran et du Liban; dans les prés de montagne et pentes rocheuses jusqu'à 3 000 mètres d'altitude.

## Culture
Puschkinia scilloides est cultivé comme fleur ornementale à bulbe, fleurissant à la fin de l'hiver ou au début du printemps dans un sol bien drainé. Puschkinia peshmenii est une espèce rarement cultivée.

## Philatélie
En 1993, une illustration de Puschkinia scilloides a été choisie comme timbre par la poste d'Azerbaïdjan, avec des séries d'autres fleurs dont Iris reticulata, Tulipa systola (syn. T. persica), Iris acutiloba, Iris iberica subsp. elegantissima (syn. I. elegantissima) et Tulipa florenskyii.